# エクスカリバー (宝塚歌劇)
『エクスカリバー〜美しき騎士たち〜』は、1998年に宝塚歌劇団宙組が上演したミュージカル。宝塚大劇場で3月27日から5月11日（新人公演は4月14日）まで、TAKARAZUKA1000days劇場で7月11日から8月17日（新人公演は7月28日）まで上演された。
アーサー王伝説を基盤に、中世の騎士の愛と冒険の物語が描かれた。
形式名は「住友VISAシアター ミュージカル」、副題は「美しき騎士たち」、17場。
新しく誕生した宙組の旗揚げ公演、姿月あさと・花總まりのトップコンビ披露公演、第84期生の初舞台公演。併演作はロマンチック・レビュー『シトラスの風』。

## スタッフ
参考文献は90年史。
- 作・演出:小池修一郎
- 演出担当（新人公演）：中村一徳（宝塚）、植田景子（東京）
- 作曲・編曲：吉田優子・甲斐正人
- 音楽指揮：岡田良機
- 振付：尚すみれ・前田清実
- ファイティング・コーディネーター（擬闘）：渥美博
- 装置：大橋泰弘
- 衣装：有村淳
- 照明：勝柴次朗
- 音響：加門清邦
- 小道具：伊集院撤也
- 効果：中屋民生
- 口上指導：美吉左久子
- 歌唱指導：楊淑美
- 演出補：中村一徳
- 演出助手：植田景子
- 振付助手：青木美保
- ファイティング助手：亀山ゆうみ
- 装置補：新宮有紀
- 舞台進行：豊田登
- 舞台監督（東京）：藤村信一・波紫衛・高野克己・中村兆成
- 制作：久保孝満・木場健之
- 演奏：宝塚管弦楽団
- 協賛：住友クレジットサービス
- 特別協賛：VISAジャパングループ

## キャスト
（）は新人公演。
- ジェイムズ〔アイバンの森の騎士、実は先のブリタニア王の息子〕：姿月あさと[6]（夢輝のあ[6]）
- ロザライン姫〔サクソンの名門貴族の娘〕：花總まり[6]（南城ひかり[6]）
- クリストファー〔ヘンリー王の甥〕：和央ようか[6]（久遠麻耶[6]）
- ヘンリー王〔現・ブリタニア国王〕：星原美沙緒（専科）[6]（苑みかげ[6]）
- マーリン〔伝説の魔法使い〕：大峯麻友[6]（大鷹つばさ[6]）
- ナネット〔ロザラインの乳母〕：出雲綾[6]（彩苑ゆき[6]）
- モーガン〔妖術使い〕：夏河ゆら[6]（久路あかり[6]）
- スタイン〔ブリタニアの落武者〕：真中ひかる
- アンドリュー〔吟遊詩人〕：湖月わたる[6]（朝比奈慶[6]）
- ケイト〔スタインの娘〕：陵あきの
- ポール〔ジェイムズの仲間〕：朝海ひかる